# Světec
Světec es un municipio del distrito de Teplice, en la Región de Ústí nad Labem, de la República Checa. Está ubicado a unos 7 km al sur de Teplice, a 19 km  al sur-oeste de Ústí nad Labem y a 69 km  al noroeste de Praga. Posee una superficie de 12,34 km² y unos 1020 habitantes.
El origen de la villa de Světec, que quiere decir «pueblo santo», está ligado a la fundación del monasterio de las Canonesas Regulares del Santo Sepulcro de Jerusalén en 1227, destruido por los husitas en 1421. Fue elevada a categoría de municipio en 1938.